# Уссурийский белогрудый медведь
Уссурийский белогрудый медведь (лат. Ursus thibetanus ussuricus) — подвид гималайского медведя. Подвид назван по реке Уссури.

## Описание
От южных подвидов отличается более крупными размерами, а также более длинным, полностью чёрным мехом. Питается в основном растениями: побегами трав, а также желудями и орехами. Иногда в пище встречаются беспозвоночные и мелкие позвоночные. Зимой залегает спячку в берлогах, устраиваемых в дуплах деревьев, а в горных условиях в пещерах. Иногда на них нападают амурские тигры и бурые медведи.

## Численность и охрана
До 1975 года вид в Советском Союзе был охотничьим животным. До 1983 года существовали лимиты на отстрел. В 1977 году охота на уссурийского медведя была запрещена в Хабаровском крае. В 1983 году подвид был включён в Красную книгу РСФСР, но ещё четыре года выдавались лицензии на отстрел до 100 особей. В 1990-х годах вёлся активный браконьерский промысел с последующей продажей отстреленных животных в Китай. В 1997 году подвид был исключён из Красной книги России, а в 2002 году включён в перечень промысловых видов. В пределах российской части ареала на 1999 год насчитывалось около 5620 особей.

## Распространение
Встречается Хабаровском, Приморском крае, Амурской области и Еврейской автономной области, на северо-востоке Китая, Корейском полуострове.